# ديني فلانغن
ديني فلانغن هو لاعب هوكي الجليد كندي، ولد في 22 يوليو 1930 في كيتشنر في كندا، وتوفي في 25 نوفمبر 2018.